# Sidodadi (Pardasuka)
Sidodadi is een bestuurslaag in het regentschap Pringsewu van de provincie Lampung, Indonesië. Sidodadi telt 3287 inwoners (volkstelling 2010).